# Twin, Alabama
Twin är en ort i Marion County i delstaten Alabama, USA.